# رايتشل نوتلي
رايتشل آن نوتلي، (بالإنجليزية: Rachel Notley)‏ عضو في المجلس التشريعي (مواليد 17 أبريل 1964) هي سياسية كندية شغلت منصب رئيس وزراء ألبرتا السابع عشر في الفترة من 2015 إلى 2019. وهي عضو في المجلس التشريعي عن دائرة ادمونتون ستراثكونا الانتخابية، وزعيم حزب ألبرتا الديمقراطي الجديد. ابنة الزعيم السابق لحزب ألبرتا الديمقراطي الجديد، غرانت نوتلي، عملت محاميًا قبل دخول السياسة؛ ركزت على قانون العمل، وتخصصت في الدفاع عن تعويضات العمال وقضايا الصحة والسلامة في مكان العمل.
انتُخبت نوتلي أول مرة لعضوية المجلس التشريعي في انتخابات عام 2008 الإقليمية، خلفًا لراج بانو الزعيم السابق للحزب الديمقراطي الجديد. بعد مرور ستة أعوام وبتاريخ 18 أكتوبر 2014، فازت نوتلي في انتخابات زعامة الحزب الديمقراطي الجديد في ألبرتا في الاقتراع الأول بنسبة 70% من الأصوات، ثم واصلت لتستلم قيادة الحزب بعد فوزها بالأغلبية في الانتخابات الإقليمية لعام 2015، منهية بذلك 44 عامًا من حكم رابطة المحافظين التقدميين في ألبرتا. في انتخابات عام 2019 المحلية، انتصر الحزب المحافظ المتحد على الحزب الديمقراطي الجديد، الأمر الذي جعل نوتلي تتولى قيادة المعارضة.

## خلفية
وُلدت نوتلي في 17 أبريل 1964، في إدمونتون بألبرتا، ونشأت خارج مدينة فيرفيو بألبرتا، وهي ابنة ساندرا ماري «ساندي» (ويلكنسون) و غرانت نوتلي، زعيم الحزب الديمقراطي الجديد في ألبرتا وعضو المجلس التشريعي. هي أول رئيس وزراء لألبرتا وُلِد في إدمونتون. أشقاؤها هم بول نوتلي وستيفان نوتلي، مؤلف ورسام القصة المصورة، بوب الزهرة الغاضبة. وُلدت أمها، التي تتبع المذهب الأنجليكاني، في كونكورد، ماساتشوستس وانتقلت إلى ألبرتا وهي بالغة.
لم تخشَ نوتلي من تحدي الزعماء السياسيين الأكبر سنًا عندما كانت طالبًا في الجامعة، حتى أنها كانت تطلب من والدها أن يعقد اجتماعات للحزب الديمقراطي الجديد حول الفقر وديون الطلاب وأن يبدي مشورته بشأن «طالبة فقيرة لا يمنحها والداها ما يكفي من المال لشراء الطعام على الرغم من جنيهما أموالًا كثيرة للحصول على قرض من أجلها.»
عزت نوتلي فضل اضطلاعها في العمل النشط لوالدتها، إذ اصطحبت نوتلي معها إلى مظاهرة مناهضة للحرب قبل بلوغها العاشرة من عمرها. لم تكن نوتلي متيقنة من تولي المناصب العامة حتى بلوغها الثلاثينيات من عمرها. بالإضافة إلى خلفية عائلتها، استشهدت نوتلي بمعلمة الدراسات الاجتماعية في مدرستها الثانوية، جيم كليفيت، والتي كان لها تأثير دائم عندما يتعلق الأمر باهتمامها في السياسة. وصفت نوتلي جاك ليتون بالبطل على صعيدها الشخصي.